# 大江健三郎
大江健三郎（日语：／ Ōe Kenzaburō ?，1935年1月31日—2023年3月3日），日本當代著名存在主義作家。出生於日本四國偏僻的山村，在東京大學修讀法國文學，1957年正式踏上文壇時便贏得了「學生作家」、「川端康成第二」等贊語。
1994年，他因作品中「存在著超越語言與文化的契機、嶄新的見解、充滿凝練形象的詩這種『變異的現實主義』，讓他回歸自我主題的強烈迷戀消除了語言等障礙」而榮膺諾貝爾文學獎。日本右翼認為「持續批評日本的態度」才是大江被瑞典學院青睞的原因。大江本人的解释是，他的获奖是“边缘（文学）对中心的胜利”（他认为从文化角度上看，日本应该被视为世界的边缘）。

## 生平

### 早年經歷

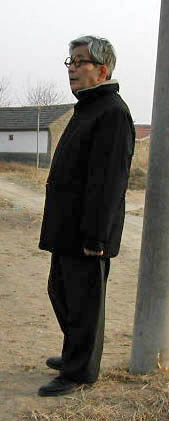
2005年的大江健三郎

大江健三郎於1935年1月31日出生於日本愛媛縣喜多郡大瀨村，從小聰敏過人，愛好閱讀文學書籍，如《三宅雪嶺隨想集》等書，一生中購得的第一本書是陀思妥耶夫斯基的《罪與罰》，高中於故鄉松山完成學業。於1954年4月考入東京大學文科（第二類法文系），以其優異表現獲得東京大學的獎學金，喜好法國哲學家兼文學家沙特與同為法國作家加缪的作品，也會自撰小說或劇本。生涯的第一篇正式作品是在入學同年九月為同學演出所寫的《天嘆》，此後在校內文藝部參與校刊編輯，寫過詩和評論。
1955年9月大江健三郎在東大教養學部校友會的會刊《學園》上曾以《火山》一文奪得銀杏並木賞。1957年5月在《東大新聞》中發表《奇妙的工作》，獲文藝祭獎。1958年大江再以《飼養》短篇小說獲得第三十九屆芥川賞，逐漸受到日本文壇的關注。翌年三月畢業，畢業論文是《沙特小說之感想》。在求學期間的大江已是多產的作家，除了上述作品外還有《死者的奢侈》、《他人之足》、《石膏假面具》、《偽證之時》、《運搬》、《鳩》、《毀芽棄子》、《意外的芽》、《喝采》、《戰爭的今日》、《北之島》、《夜慢行》、《此外的地方》、《我們的時代》等短篇或長篇作品，雖不過大學生卻十分勤於寫作，部份作品甚至發表成了單行本。

### 寫作生涯
1960年2月，大江健三郎和其同學（著名导演伊丹十三）之妹伊丹由加理結為連理，生下了一個嚴重殘障的孩子，後腦部有個肉瘤，就像長了另一個腦袋，等於是嚴重的發育畸形。但是終究存活下來的兒子，被命名為「光」。他曾經在回憶文章中寫到给孩子起名的過程：
於是，我就對母親說起了从韦伊的作品中感受到的共鸣，告诉她“我打算从韦伊的书裡，给孩子取一个名字”。母亲就说：“那好呀。”我有一个不好的习惯，那就是在这种时刻往往会说一些不入耳的话。“我已经想好了，就叫乌鸦这个名字。大江乌鸦就是你孙子的名字了。”我刚这么一说，母亲便怒上心头，下楼去自己的房间了。我也感到了后悔，却是毫无办法。第二天清晨，我正要出门去办理户籍手续，母亲对我说，“乌鸦这个名字也很好嘛。”于是我终于可以表示歉意了：“昨天真是对不起，我把名字改成了光。”说起来有点儿开玩笑的感觉，由于妻子的名字是“由佳里”，而光这个发音则合着那个韵脚。
關於其子的作品包含了早期作品的《個人的體驗》、《萬延元年的足球》與1990年發表的小說《寂靜的生活》。
1960年開始，大江在《文學界》雜誌連載《青年之污名》，以反戰為題。1961年大江健三郎曾訪問中國，受到中國左派及右派的批評，遂在《群像》雜誌發表《吶喊》長篇，便是以訪中之行有相關連。1962年，大江一名好友因擔心核戰會毀滅地球而自殺身亡，大江有感而發，前往廣島探究原子彈轟炸過後的廢墟。
1964年4月，大江於《世界》雜誌連載了半年的《廣島筆記》，此書奠定了他成為大文學家的地位，雖此書常被學者批評不具文學性，但瑞典諾貝爾學院發言人指出此書是極具超越性的。此書受到各界廣大迴響，統計指出每年會有約一萬人左右的讀者閱讀此書。接著持續發表了《萬延元年的足球隊》及《跑，向前跑》，讀者是與日倍增。
在大江健三郎所有作品中，《萬延元年的足球隊》最受推崇，受到海外研究日本文學學者的歡迎，譯成了多國文字。

### 1994年諾貝爾文學獎
1994年住在世田谷區成城的大江健三郎接到了瑞典文學院的電話，不過大江健三郎未聽懂對方的英語，以為是受邀參與演講而未注意。接著外電消息已傳來日本，直到家門口擠滿大批媒體才知道自己榮膺諾貝爾文學獎。
意外獲獎的大江健三郎表示世界的文學工作者如此繁多，從未抱有獲獎的希望。他在當時對記者說：「日本文字的水準是很高的，諸如安部公房、大岡昇平、井伏鱒二，都有獲得諾貝爾獎的資格。」「如果安部公房先生健在，這個殊榮非他莫屬，而不會是我。」
1994年12月10日，大江健三郎在瑞典首都斯德哥爾摩的諾貝爾頒獎典禮上，領取了文學獎獎章。但是關於其作品卻依舊在日本充滿爭議。瑞典文學院指出大江健三郎文學成就在於：「是因為以詩的創造力，把現實和神話做了密切結合，表現了想像的世界，並對人間樣態，作了衝擊性的描述。」

### 晚年生活
大江健三郎仍勤於寫作，「後期的工作」最主要的作品是《奇怪的二人配》三部曲：《被偷換的孩子》、《愁容童子》、《別了，我的書！》，完成這核心的3部作以后，2007年發表了《優美的安娜貝爾·李寒徹顫慄早逝去》。
最新的小說作品是2009年12月15日講談社出版的《水死》，2009年10月8日凌晨，《水死》完稿於台北旅次，大江在當天下午舉行的簽書會前講演中揭示了相關細節，他在旅館裡撕掉了原稿最後6頁，隱約有封筆之意。
《水死》是大江唯一的1部在台灣定稿的小說。
2023年3月3日，大江健三郎因年老而逝世，享年88歲。

## 作品
- 1957年5月，在《东京大学新闻》上发表小说《奇妙的工作》，获该报五月祭奖。8月，在《文学界》杂志发表《死者的傲氣》，成为“芥川文学奖”候选作品。
- 1958年1月，在《文学界》杂志发表《饲育》，获第39界“芥川文学奖”[7]。同年，发表《感化院的少年》。
- 1959年，发表《我们的时代》。同年，发表《我们的性世界》。
- 1960年2月，创作电视歌剧《昏暗的镜子》。同年9月，在《新潮》杂志连载长篇小说《迟到的青年》。
- 1961年，发表《政治少年之死》。
- 1963年5月，发表中篇小说《性的人》。
- 1964年8月，出版长篇小说《个人的体验》，获新潮文学奖；10月，在《世界》杂志连载长篇随笔《广岛札记》。
- 1967年1月，在《群像》杂志连载长篇小说《萬延元年的足球》，同年9月讲谈社出版，获第3届“谷崎润一郎奖”；同年，发表《为与冲绳共叹共怒》。
- 1968年4月，发表《参院选举反映了民意吗——当投票意味着放弃权利的时候》。同年8月，发表《核时代的森林隐遁者》。
- 1969年8月，在《世界》杂志连载《冲绳札记》
- 1970年7月，在新潮社出版演讲集《核时代的想象力》
- 1971年7月，出版与重藤文夫的对谈录《遭受原子弹爆炸之后的人》
- 1973年，新潮社出版长篇小说《洪水涌上我的灵魂》，获“野间文艺奖”
- 1974年11月，新潮社出版《文学笔记》
- 1978年5月，岩波书店出版《小说的方法》
- 1979年11月，新潮社出版长篇小说《同时代的游戏》
- 1980年1月，在《文学界》杂志发表《聪明的雨树》
- 1982年7月，新潮社出版短篇小说集《听雨树的女人们》
- 1983年，讲谈社出版短篇小说集《新人啊，醒来吧》；4月，在《波》杂志连载随笔《小说的图谋·理性的愉悦》。
- 1984年1月，在《朝日新闻》发表与作家掘田善卫的通信《核时代的乌托邦》
- 1985年，发表长篇小说《M/T》序章
- 1986年，岩波书店出版《M/T与森林裏奇异的故事》
- 1988年，岩波书店出版理论论著《为了新的文学》
- 1993年，创作长篇三步曲《燃烧的绿树》
- 1994年，朝日新闻社出版《小说的经验》
- 1998年，《如何造就小說家如我》（私という小説家の作り方）
- 《翻筋斗》『宙返り』（長編）講談社、1999年（のち講談社文庫）
- 《换生灵》『取り替え子』（長編）講談社、2000年（のち講談社文庫）
- 《带着悲伤脸的孩子》『憂い顔の童子』（長編）講談社、2002年（のち講談社文庫）
- 《两百年的孩子》（二百年の子供）（長編）中央公論新社、2003年（のち中公文庫）
- 《再见我的书》『さようなら、私の本よ!』（長編）講談社、2005年（のち講談社文庫）
- 《有趣的二人组（南方情侣）》『おかしな二人組（スゥード カップル）』（三部作） 講談社、2006年
  - 『取り替え子』／『憂い顔の童子』／『さようなら、私の本よ!』の特装版
- 《安娜贝尔·李 (Annabelle Lee) 的长发》『臈たしアナベル・リイ 総毛立ちつ身まかりつ』（長編）新潮社、2007年（のち新潮文庫『美しいアナベル・リイ』へ改題）
- 『水死』（長編）講談社、2009年（のち講談社文庫）
- 『晩年様式集 イン・レイト・スタイル』（長編）講談社、2013年（のち講談社文庫）

## 軼事

### 大江健三郎獎
2006年，大江的作家生活50周年，創設了通稱大江獎（大江賞）的大江健三郎獎（大江健三郎賞），小説家大江健三郎1人評審（選考）。

### 沖繩筆記爭議
日本右翼成員指大江健三郎的《沖繩筆記》一書記載不實，控告大江健三郎及出版社岩波書店。經過近三年纏訟，大阪地方法院在2008年3月28日作出判決，駁回了兩名原告的賠償要求。大江健三郎在1970年的《沖繩筆記》中陳述，許多平民是在軍方強迫下自殺殉國。

### 與漢語世界

#### 中國大陸
大江在1960年隨野間宏等日本作家首度訪問中國，會見了中共中央主席毛澤東、國務院總理周恩來、國務院副總理陳毅等中國國家領導人及郭沫若、茅盾、老舍、巴金、曹禺等文化界領導和許廣平、趙樹理等文化人，還遊歷了上海，在巴金和孔羅蓀陪同下欣賞了越劇。
改革開放後的1984年，大江隨井上靖等日本作家再次到中國訪問，會見時任中共中央總書記胡耀邦等黨和國家領導人，遊歷了絲路。其後於2000年、2001年、2002年、2006年、2009年第3、第4、第5、第6、第7次訪問中國。
2000年9月28日上午在中國社會科學院首度向中國學術界發表講演：〈北京演講二〇〇〇〉（許金龍漢譯，收入《大江健三郎自選隨筆集》漢語版）。2006年9月9日上午在中國社會科學院向中國學術界再次發表講演：〈北京演講二〇〇六〉（作者自訂題名，有些傳媒另改標題〈始自于绝望的希望－－诺贝尔文学奖获得者大江健三郎的自白〉）。同年9月10日上午在北京大學附屬中學首次向中國的青少年發表講演：〈走的人多了，也便成了路——北京大学附属中学讲演〉（許金龍漢譯）。大江在北京欣賞了京劇，參觀了毛主席紀念堂和故宮博物院，還遊歷了南京，參觀了侵华日军南京大屠杀遇难同胞纪念馆並與幾位南京大屠殺倖存者座談。
大江於2007年11月出版的小說《優美的安娜貝爾·李 寒徹顫慄早逝去》（『臈たしアナベル・リイ　総毛立ちつ身まかりつ』）評上了人民文學出版社與中國外國文學學會合辦的「2008年度21世紀年度最佳外國小說」，是21世紀年度最佳外國小說的第7屆得獎作品，同時得到了第1屆「21世紀年度最佳外國小說微山湖獎」（另2部得微山湖獎的作品是澳大利亞作家亞歷克斯·米勒的《別了，那道風景》和英國作家拉塞爾·塞林·瓊斯的《太陽來的十秒鐘》）。大江親自給《優美的安娜貝爾·李 寒徹顫慄早逝去》許金龍譯本寫了1篇〈致中國讀者〉。
2009年1月16日，大江親自出席，在中國北京領取了「微山湖獎」。

#### 台湾

##### 諾貝爾獎獲獎前
1980年代的1987年這一年裡，台灣翻譯出版了3部大江的小說作品：《聽雨樹的女人們》（『「雨の木」を聴く女たち』，薛柏谷譯，長篇）、《個人的體驗》（『個人的な体験』，李永熾譯，長篇）、《打羊羊》（「人間の羊」，鍾肇政譯，短篇，收在鍾肇政、陳千武、陳明台合作翻譯的日本短篇小說選《化粧》，鍾譯標題取自小說中外国兵的歌唱「羊撃ち」）。
馬森編的《樹與女》（當代世界短篇小說選第3集，1988年出版）裡面收了李永熾翻譯的《別人的腳》（「他人の足」，短篇）。
黃玉燕編選、翻譯的《日本名家小說選（第4集）》（1991年出版）收了「他人の足」第2個台灣漢譯本《局外人的腳》，讓「他人の足」成為惟1的1篇有2個台灣漢譯本的大江作品。
姚巧梅編選、翻譯的《大師小品：日本短篇精典》（1992年出版）收了大江成名作「奇妙な仕事」的台灣漢譯本《奇異的工作》。

##### 諾貝爾獎獲獎后
1994年，鍾肇政寫了一篇〈大江健三郎二三事〉。翌年台灣翻譯出版了大江的芥川獎入圍（日本語芥川賞候補）作品《死者的傲氣》（『死者の奢り』）和芥川獎得獎（日本語芥川賞受賞）作品《飼養》（『飼育』）的合訂本（都是邱振瑞譯，林至潔審訂2部譯稿並撰寫譯本序〈我所知道的本屆諾貝爾文學獎得主——大江健三郎〉），以及《性的人間》（『性的人間』，黃玉燕譯）。
1996年，《萬延元年的足球隊》（『万延元年のフットボール』）在台灣出了李永熾譯的漢語版，李永熾寫了譯本序〈共時性與通過儀式－論大江健三郎《萬延元年的足球隊》〉。

##### 台灣的翻譯者
鍾肇政是第1位翻譯單1篇大江短篇小說的台灣翻譯家，李永熾是第2位。但他也是第1位翻譯2部大江長篇小說作品的台灣翻譯家。
如果將《聽雨樹的女人們》看作短篇小說集，已棄世的薛柏谷就是史上第1位翻譯多篇大江中短篇作品的台灣翻譯家。如果將該書整體當作1部長篇小說，李永熾和薛柏谷就是史上最早的2位翻譯大江長篇作品的台灣翻譯家，最早紹介到台灣的大江中短篇小說作品就是鍾肇政翻譯的《打羊羊》，再來是李永熾翻譯的《他人的腳》。
翻譯2部大江長篇小說作品的第2位台灣翻譯家是劉慕沙（翻譯《換取的孩子》『取り替え子（チェンジリング）』和《憂容童子》『憂い顔の童子』），第3位是陳孟姝（保朱，翻譯《為什麼孩子要上學》『自分の木の下で』和《兩百年的孩子》『二百年の子供』）。
張秀琪翻譯了《靜靜的生活》（『静かな生活』），賴明珠翻譯了《給新新人類》（『「新しい人」の方へ』），戴偉傑翻譯了《音樂與文學的對談》（『同じ年に生まれて』，與小澤征爾共著）。
2011年8月，林水福和陳諭霖合作的《飼育》在台出版，就是新潮社 <新潮文庫>『死者の奢り・飼育』（短編集）這本書的台灣繁體中文版，收錄和日本語原版同樣的6篇短篇：〈飼育〉（「飼育」，林水福譯）、〈死者的招待〉（「死者の奢り」，林水福譯）、〈他人之足〉（「他人の足」，林水福譯）、〈人羊〉（「人間の羊」，陳諭霖譯）、〈不意之啞〉（「不意の唖」，陳諭霖譯）、〈今日之戰〉（「戦いの今日」，陳諭霖譯）。

##### 2009年首度訪台
2009年10月5日下午，大江與2006年諾貝爾文學獎得主土耳其作家奧罕·帕慕克和中國大陸作家莫言飛到了台灣桃園國際機場，這是大江第1次訪問台灣，大江是世界史上第2位訪台的諾貝爾文學獎日本得主，第1位是1970年到訪的川端康成。
10月6日和10月7日，中央研究院舉行「國際視野中的大江健三郎文學」學術研討會，身為1994年諾貝爾文學獎得主的大江在會中發表專題演講、談話和論文講評並回答提問。作家朱天文和莫言在10月6日上午與大江對談。10月7日中午，大江與許金龍、東京大學教授小森陽一及台灣日本語文學工作者劉慕沙、林水福座談，座談後舉行研討會閉幕式，會後還有參觀中央研究院歷史語言研究所文物陳列館的行程和晚宴，大江都全程參與。
10月8日，大江在台北市與同台灣日本文學研究者唐顥芸、林水福在台北市信義區舉行簽書會並發表談話和回答提問。同日，大江在唐顥芸、游珮芸、吳佩珍3位學者陪同下參觀國立故宮博物院，當天中午大江在國立故宮博物院內用餐，晚上出席了行政院文化建設委員會舉辦的晚宴。
10月9日，全團離開台灣。

## 引用資料
1. ↑  . www.thefreelibrary.com.   [2016-01-28]. （原始内容存档于2021-04-30）.
2. ↑  .   [2009-10-06]. （原始内容存档于2009-02-28）.
3. ↑  .   [2010-07-14]. （原始内容存档于2010-11-19）.
4. ↑  .   [2018-09-22]. （原始内容存档于2019-05-09）.
5. ↑  Sterngold, James. "Nobel in Literature Goes to Kenzaburo Oe of Japan," （页面存档备份，存于） New York Times. October 14, 1994.
6. ↑  日本放送協会. . NHKニュース.   [2023-03-13]. （原始内容存档于2023-03-21）.
7. ↑  Wilson, Michiko. (1986) The Marginal World of Ōe Kenzaburō: A Study in Themes and Techniques, p. 12. （页面存档备份，存于）
8. 1 2  .   [2018-09-22]. （原始内容存档于2018-09-22）.

## 外部連結
- 诺贝尔官方网站关于大江健三郎介绍（页面存档备份，存于）
- 诺贝尔官方网站大江健三郎作品列表（页面存档备份，存于）